# Нова-Лондрина
Нова-Лондрина (порт. Nova Londrina) — муниципалитет в Бразилии, входит в штат Парана. Составная часть мезорегиона Северо-запад штата Парана. Входит в экономико-статистический микрорегион Паранаваи. Население составляет 13 402 человека на 2006 год. Занимает площадь 269,389 км². Плотность населения — 49,7 чел./км².
Праздник города — 15 марта.

## История
Город основан в 1956 году.

## Статистика
- Валовой внутренний продукт на 2006 год составляет 96 126 326 реалов (данные: Бразильский институт географии и статистики).
- Индекс развития человеческого потенциала на 2000 год составляет 0,762 (данные: Программа развития ООН).